# FGF11
FGF11 (англ. Fibroblast growth factor 11) – білок, який кодується однойменним геном, розташованим у людей на короткому плечі 17-ї хромосоми. Довжина поліпептидного ланцюга білка становить 225 амінокислот, а молекулярна маса — 25 005.
| 10         |  | 20         |  | 30         |  | 40         |  | 50         |
| ---------- |  | ---------- |  | ---------- |  | ---------- |  | ---------- |
| MAALASSLIR |  | QKREVREPGG |  | SRPVSAQRRV |  | CPRGTKSLCQ |  | KQLLILLSKV |
| RLCGGRPARP |  | DRGPEPQLKG |  | IVTKLFCRQG |  | FYLQANPDGS |  | IQGTPEDTSS |
| FTHFNLIPVG |  | LRVVTIQSAK |  | LGHYMAMNAE |  | GLLYSSPHFT |  | AECRFKECVF |
| ENYYVLYASA |  | LYRQRRSGRA |  | WYLGLDKEGQ |  | VMKGNRVKKT |  | KAAAHFLPKL |
| LEVAMYQEPS |  | LHSVPEASPS |  | SPPAP      |  |            |  |            |

A: Аланін

C: Цистеїн

D: Аспарагінова кислота

E: Глутамінова кислота

F: Фенілаланін

G: Гліцин

H: Гістидин

I: Ізолейцин

K: Лізин

L: Лейцин

M: Метіонін

N: Аспарагін

P: Пролін

Q: Глутамін

R: Аргінін

S: Серин

T: Треонін

V: Валін

W: Триптофан

Кодований геном білок за функцією належить до факторів росту. 